# Pilcaya
Pilcaya é uma localidade do estado de Guerrero, no México.

## Demografia
O censo populacional de 2000 estimou uma população de 10,851 habitantes, sendo 6,621 mulheres e 6,279 homens.